# Maytenus
Genre
Classification APG III (2009)
Maytenus est un genre de plantes appartenant à la famille des Celastraceae.
Le genre Maytenus est endémique de l'Amérique centrale à l'Amérique du Sud, avec quelque 70 espèces dont deux sont chiliennes des climats tempérées : 
- La leña dura ou Maytenus magellanica
- Le maitén ou Maytenus boaria

## Liste d'espèces
- Maytenus abbottii, A.E.van Wyk
- Maytenus addat, (Loes.) Sebsebe
- Maytenus boaria - Maitén
- Maytenus brasiliensis Mart.
- Maytenus canariensis, (Loes.) Kunk. & Sund.
- Maytenus clarendonensis, Britton
- Maytenus communis Reiss.
- Maytenus crassipes, Urb.
- Maytenus curtisii, (King) Ding Hou
- Maytenus cymosa Krug et Urban -
- Maytenus dhofarensis, Sebsebe
- Maytenus eggersii, Loes.
- Maytenus elongata (Urban) Britt.
- Maytenus fournieri Loesn. (Nouvelle-Calédonie)
- Maytenus harenensis, Sebsebe
- Maytenus harrisii, Krug & Urb.
- Maytenus ilicifolia  Congorosa
- Maytenus jamesonii, Briq.
- Maytenus jefeana, Lund.
- Maytenus laevis
- Maytenus laevigata (Vahl) Griseb. ex Eggers
- Maytenus magellanica -  Leña dura
- Maytenus manabiensis, Loes.
- Maytenus matudai, Lundell
- Maytenus microcarpa, F. & R.
- Maytenus oleosa, A.E.van Wyk & R.H.Archer
- Maytenus ponceana, Britt.
- Maytenus phyllanthoides
- Maytenus senegalensis (Lam.) Exell syn. Gymnosporia senegalensis (Lam.) Loes.
- Maytenus stipitata, Lundell
- Maytenus vitis-idaea
- Maytenus williamsii, A. Molina

Selon Catalogue of Life (23 février 2018) :
- Maytenus acanthophylla Reiss.
- Maytenus agostinii J. Steyermark
- Maytenus alaternoides Reiss.
- Maytenus amazonica Reissek
- Maytenus andicola Loes.
- Maytenus angustifolia Mattos & N. F. Mattos
- Maytenus apiculata Steyerm.
- Maytenus apurimacensis Loes.
- Maytenus aquifolium Mart.
- Maytenus ardisiifolia Reiss.
- Maytenus basidentata Reiss.
- Maytenus belizensis Standl.
- Maytenus boaria Molina
- Maytenus boarioides Loes.
- Maytenus brasiliensis Mart.
- Maytenus buxifolia (A. Rich.) Griseb.
- Maytenus cajalbanica (A. Borhidi & O. Muniz) A.Borhidi & O. Muniz
- Maytenus calzadae (Lundell) J.S.Ma
- Maytenus cardenasii Rusby
- Maytenus cassineformis Reiss.
- Maytenus cassinoides (Poir.) Urb.
- Maytenus catingarum Reiss.
- Maytenus cestrifolia Reiss.
- Maytenus chiapensis Lundell
- Maytenus chubutensis (Speg.) Lourteig, O'Donell & Sleum.
- Maytenus clarendonensis Britton
- Maytenus cochleariifolia Griseb.
- Maytenus communis Reiss.
- Maytenus comocladiiformis Reiss.
- Maytenus conferta (Ruiz & Pav.) Loes.
- Maytenus corei Lundell
- Maytenus coriacea Steyerm.
- Maytenus crassipes Urb.
- Maytenus cuezzoi Legname
- Maytenus curranii Blake
- Maytenus cuzcoina Loes.
- Maytenus cymosa Krug & Urb.
- Maytenus dasyclada Mart.
- Maytenus disticha (Hook. fil.) Urb.
- Maytenus distichophylla Mart. ex Reiss.
- Maytenus domingensis Krug. & Urb.
- Maytenus duqueana Cuatrec.
- Maytenus durifolia Briq.
- Maytenus ebenifolia Reiss.
- Maytenus eggersii Loes.
- Maytenus ekmaniana Acev.-Rodr.
- Maytenus elaeodendroides Griseb.
- Maytenus elongata (Urban) Britton
- Maytenus erythrocarpa Rusby
- Maytenus erythroxylon Reiss.
- Maytenus evonymoides Reiss.
- Maytenus ficiformis Reiss.
- Maytenus flagellata Rusby
- Maytenus floribunda Reiss.
- Maytenus fugax Biral & Lombardi
- Maytenus glaucescens Reiss.
- Maytenus gonoclada Mart.
- Maytenus grenadensis Urb.
- Maytenus grisea Lundell
- Maytenus guatemalensis Lundell
- Maytenus guianensis Klotzsch
- Maytenus haitiensis Urb.
- Maytenus harrisii Krug & Urb.
- Maytenus horrida Reiss.
- Maytenus hotteana Urb.
- Maytenus huberi J.A. Steyermark
- Maytenus imbricata Mart. ex Reiss.
- Maytenus insculpta J.A. Steyermark
- Maytenus itatiaiae Wawra
- Maytenus jamaicensis Krug & Urb.
- Maytenus jamesonii Briq
- Maytenus jefeana C.L. Lundell
- Maytenus jelskii Szyszyl.
- Maytenus kanukuensis A. C. Sm.
- Maytenus karstenii Reiss.
- Maytenus krukovii A. C. Sm.
- Maytenus laevigata (Vahl) Grisebach ex Eggers
- Maytenus laevis Reiss.
- Maytenus laurina Briq.
- Maytenus laxiflora Triana & Planch.
- Maytenus lineata Wright ex Griseb.
- Maytenus littoralis Carv.-Okano
- Maytenus loeseneri Urb.
- Maytenus longifolia Reiss. ex Loes.
- Maytenus longipes Briq.
- Maytenus longistipitata J.A. Steyermark
- Maytenus lucayana Britton
- Maytenus macrocarpa (Ruiz & Pav.) Briq.
- Maytenus macrodonta Reissek
- Maytenus macrophylla Mart.
- Maytenus maestrensis Urb.
- Maytenus magellanica (Lam.) Hook. fil.
- Maytenus manabiensis Loes.
- Maytenus matudae Lundell
- Maytenus mayana Lundell
- Maytenus meguillensis Rusby
- Maytenus micrantha A. C. Sm.
- Maytenus microcarpa Fawcett & Rendle
- Maytenus microphylla Urb. Ekman & Loes.
- Maytenus monticola Sandwith
- Maytenus mornicola Urb. & Ekman
- Maytenus myrsinoides Reiss.
- Maytenus neblinae J.A. Steyermark
- Maytenus oblongata Reiss.
- Maytenus obtusifolia Mart.
- Maytenus ocoensis M.M. Mejía P. & T.A. Zanoni
- Maytenus opaca Reiss.
- Maytenus parvifolia Steyerm.
- Maytenus patens Reiss.
- Maytenus pavonii Briq.
- Maytenus peruana (Loes.) Liesner
- Maytenus pilcomayensis Briq.
- Maytenus pittieriana Steyerm.
- Maytenus planifolia A. C. Sm.
- Maytenus ponceana Britton
- Maytenus pruinosa Reiss.
- Maytenus prunifolia C.Presl
- Maytenus psammophila Biral & Lombardi
- Maytenus pseudoboaria Loes.
- Maytenus purpusii Lundell
- Maytenus pustulata J.A. Steyermark
- Maytenus quadrangulata (Schrad.) Loes.
- Maytenus radlkoferiana Loes. ex Taub.
- Maytenus recondita B.E. Hammel
- Maytenus reflexa Urb.
- Maytenus repanda Turcz.
- Maytenus retusa (Poir.) Briq.
- Maytenus revoluta Alain
- Maytenus reynosioides Urb.
- Maytenus rigida Mart.
- Maytenus robusta Reiss.
- Maytenus robustoides Loes.
- Maytenus rupestris J.R. Pirani & R.M. Carvalho-Okano
- Maytenus salicifolia Reiss.
- Maytenus samydiformis Reiss.
- Maytenus saxicola Britton & Wilson
- Maytenus schippii Lundell
- Maytenus schumanniana Loes.
- Maytenus scutioides (Griseb.) Lourteig & O'Donell
- Maytenus segoviarum Standley & L. O. Williams
- Maytenus sieberiana Krug. & Urb.
- Maytenus spinosa (Griseb.) Lourteig & O'Donell
- Maytenus splendens Urb.
- Maytenus sprucei Briq.
- Maytenus stipitata C.L. Lundell
- Maytenus subalata Reiss.
- Maytenus suboppositifolia Cuatrec.
- Maytenus tetragona Griseb.
- Maytenus tikalensis Lundell
- Maytenus truncata (Nees) Reiss.
- Maytenus tunarina Loes.
- Maytenus urbaniana Loes. ex Taub.
- Maytenus urquiolae B. Mory
- Maytenus versluysii Boldingh
- Maytenus verticillata (Ruiz & Pav.) DC.
- Maytenus vexata Briq.
- Maytenus virens Urb.
- Maytenus wendtii C.L. Lundell
- Maytenus woodsonii Lundell

## Remarque
Le Bois à poudre, appelé un temps Maytenus pyria, a changé de genre en 2006 et a pris le nom de Gymnosporia pyria.